# 張慶二郎
張 慶二郎（ちょう けいじろう、1964年 - 2023年11月18日）は、日本の漫画家。山口県出身。

## 略歴
地元で会社員として働きながら、1989年、『週刊モーニング』誌増刊号の『High school High sky』（「ちばてつや賞」佳作）でデビュー。上京後は土田世紀のアシスタントをしながら、主に麻雀漫画誌やパチンコ漫画誌で活動した。土田とは仲が良く、2000年より土田や尾上龍太郎らとインターネットサイト「空中商店街ウイテル」を共同で運営していた。
『近代麻雀』2003年2月15日号より連載された『ミスターブラフマン』（原作・浜田正則）は人気作となり、長期連載となったが、単行本は1巻しか出なかった（後に電子書籍で全話が刊行されている）。
パチンコ漫画誌やゴルフ漫画誌など、作品の単行本化も期待できないマイナー誌での活動がメインながら、絵の上手い実力派として知られ、2007年から2008年にかけて『週刊コミックバンチ』で連載された『奇跡のヒト』（原作・土屋ガロン）は、映画化もされた土屋ガロンのヒット作『オールド・ボーイ』（作画・嶺岸信明）に続く「コールド・ボーイ」として売り出された。
2023年死去。59歳没。